# Meiro Sugahara
Meiro Sugahara ( født 21. marts 1897 i Akashi på øen Honshū, Japan - død 2. april 1988) var en japansk komponist, dirigent, professor, lærer og hornist.
Sugahara studerede tidligt i sin barndom horn, og spillede senere som hornist i militærorkester. Flyttede til Tokyo (1914) og studerede komposition , og blev senere professor i dette på Doshisha University. Han har komponeret 8 symfonier, orkesterværker, kammermusik, operaer, filmmusik, scenemusik, sange, messer, oratorier, koncerter for mange instrumenter etc.
Han hørte til datidens fremmeste japanske komponister. Han var inspireret af russisk, fransk og italiensk klassisk musik ( efter anden Verdenskrig ) og af gregoriansk musik som han blandede med japansk folklore. Han har undervist mange af eftertidens komponister i Japan bl.a. Roh Ogura.

## Udvalgte værker
- Symfoni nr. 1 (1933) - for blæserorkester
- Symfoni "By vand nat" (nr. 2) (1936) - for blæserorkester
- Rul Symfoni "Momotaro" (nr. 3) (1941) - for orkester
- At tone Symfoni (nr. 4 ) (1953) - for orkester
- Symfoni nr. 5 (1953) - for orkester
- Symfoni nr. 6 (1972) - for mandolinorkester
- Symfoni nr. 7 (1974) - for blæserorkester
- Symfoni "Kun på Jorden" "Amakusa Shiro" (nr. 8) (1980) - for orkester